# 古奥
古奥（法語：Gouaux）是法国上比利牛斯省的一个市镇，属于巴涅雷德比戈尔区（Bagnères-de-Bigorre）阿尔罗县（Arreau）。该市镇总面积6.02平方公里，2009年时的人口为70人。

## 人口
古奥人口变化图示